# Azanus agave
Azanus agave är en fjärilsart som beskrevs av Walker 1870. Azanus agave ingår i släktet Azanus och familjen juvelvingar. Inga underarter finns listade i Catalogue of Life.